# Осада Яицкой крепости
Осада Яицкой крепости —  неудачная попытка армии Емельяна Пугачёва захватить Яицкий городок (с 1775 года — Уральск). Это событие является одним из эпизодов Крестьянской войны 1773—1775 годов.
Правительственный гарнизон под командованием подполковника И. Д. Симонова, находившийся в Яицком городке, в самом начале восстания сумел отбить попытку взятия города армией Е. Пугачёва, а затем построил в городе внутреннюю городовую крепость — «ретраншмент». Атаманы яицких казаков, составлявших костяк армии Пугачёва на начальном этапе восстания, не могли смириться с нахождением в Яицком городке правительственного гарнизона и настояли на необходимости его уничтожения. Гарнизон крепости успешно оборонялся с 30 декабря 1773 (10 января 1774) года по 16 (27) апреля 1774 года и дождался снятия осады корпусом генерала П. Д. Мансурова.

## Предпосылки

### Яицкий городок до начала и в начале восстания
Восстание яицких казаков 1772 года было разгромлено экспедицией генерала Фреймана, вступившего в Яицкий городок 6 (17) июня, после того, как в течение полугода власть в городке находилась в руках казаков «войсковой руки». Войсковая канцелярия была расформирована. В городе был расквартирован правительственный гарнизон в составе 6-й и 7-й лёгких полевых команд и 200 оренбургских казаков, вся власть перешла в руки коменданта правительственного гарнизона командира 7-й полевой команды подполковника И. Д. Симонова. Собирать казачьи круги было строжайше запрещено и даже колокол, служащий для этих целей, был снят. В случае необходимости, сбор казаков по приказу Симонова должен был осуществляться по звукам армейских барабанов. После проведения наказаний по приговору Военной коллегии и высылки в Сибирь и армейские полки главных зачинищиков на оставшихся казаков были наложены крупные денежные взыскания, причём «раскладку на войско в платеже денег… положили неравно, с иных достаточных людей меньше, а с неимущих больше, и тем неравенством они считают себя недовольными». Более 50 казаков, признанных в числе зачинщиков, скрылись на дальних хуторах и в старообрядческих скитах на Узенях.
Наказания и штрафы не только не сбили, а наоборот — значительно повысили повстанческие настроения на Яике. Как показывал впоследствии на допросе один из казаков: «Старшинское претерпение и наложенная выть… так несносно стало им исправляться, да и заплатить было не в состоянии, а потому когда самозванец близ Яицкого городка появился, то о подлинности его не рассудили испытывать, а как скоро он назвался государем, то и поверили в чаянии его воспользоваться милостью и в своей обиде получить удовольствие». Несмотря на то, что с августа месяца 1773 года в Яицком городке почти в открытую обсуждалось, что в войске скрывается «Пётр III», предпринимаемые Симоновым меры по розыску самозванца успеха не принесли, казаки успевали сменить места укрытия Пугачёва. Казаки надеялись дождаться выхода основной части войска на осеннюю плавню — лов севрюги, и тогда предъявить «царя» казакам, но 15 (26) сентября стало известно о высылке Симоновым из города новой поисковой партии и выступление было решено начать немедленно. 17 (28) сентября 1773 года отряд казаков с Пугачёвым выдвинулся от Бударинского форпоста к Яицкому городку. Во всех казачьих селениях зачитывали написанный Иваном Почиталиным «царский указ» к войску с жалованием старинных вольностей, при подходе к городку отряд восставших насчитывал более 300 человек.
Узнав о подходе мятежного отряда, Симонов выслал навстречу из городка сводную команду во главе с командиром 6-й лёгкой полевой команды премьер-майором Наумовым при пяти орудиях, сам с оставшимися солдатами регулярной армии остался в городке для поддержания порядка. Яицким казакам Симонов объявил: «Ежели они поползнутся оного злодея впущать в город и станут к нему приставать, то он в тот самый час прикажет в разных местах город зажечь, и велит команде своей поступать с ними, также и с жёнами и с детьми их, как с злодеями». Наумов, для того, чтобы отличать своих казаков от мятежных, велел перевязать всем левую руку, однако старшины доложили, что казаки в большинстве своём отказались это делать: «мы знаем сей знак к тому, чтобы сделать на супротивных нападение, а мы де не хотим понапрасну кровь проливать». Из города к яицким казакам отряда Наумова прибывали всё новые партии их товарищей, Наумов приказал капитану Крылову с 66 драгунами и 30 оренбургскими казаками принять командование над яицкими казаками, но в окружении более 500 казаков тот был неспособен усмирить их ропот. Со стороны повстанцев прибыли гонцы со списком указа Пугачёва Яицкому войску. Старшина Акутин зачитывать указ отказался и передал его Крылову, который пробежал его глазами и со словами: «Пропали вы, войско Яицкое!», убрал его в карман. Поступок Крылова вызвал такой шум, что он почёл за лучшее отъехать от толпы в сторону, а между двумя противостоящими отрядами началось движение казаков для обмена новостями, а позднее — и массовый переход на сторону восставших. Как рапортовал позднее Крылов: «Имея перед собою бунтовщиков ста в трёх, а переметчиками знатно увеличившуюся толпу, також и на своей стороне яицких мятежников сот до четырёх и более, а всех неприятелей без малого до тысячи человек, не мог иного предпринять, как… помалу отступать назад».
Впрочем, среди яицких казаков, помнивших об угрозах Симонова, не было единодушия, и казаки, примкнувшие было к восставшим, затем возвращались обратно. Видя это, пугачёвцы переправились через Чаган и окружили отряд под командой старшины Витошнова, побудив их присоединиться к ним. 11 несогласных из их числа были позднее повешены. Утром 19 сентября отряд, выросший в количестве более 500 человек, предпринял попытку войти в Яицкий городок, но был встречен огнём из пушек. У пугачёвцев своих пушек не было, и, выждав «на том месте с час и видя, что к городку под пушки подойти не можно», отряд ушёл вверх по Яику. Симонов не решился преследовать восставших, так как «принуждён был… в колебании оказавшихся казаков удерживать».

### Строительство «ретраншмента»

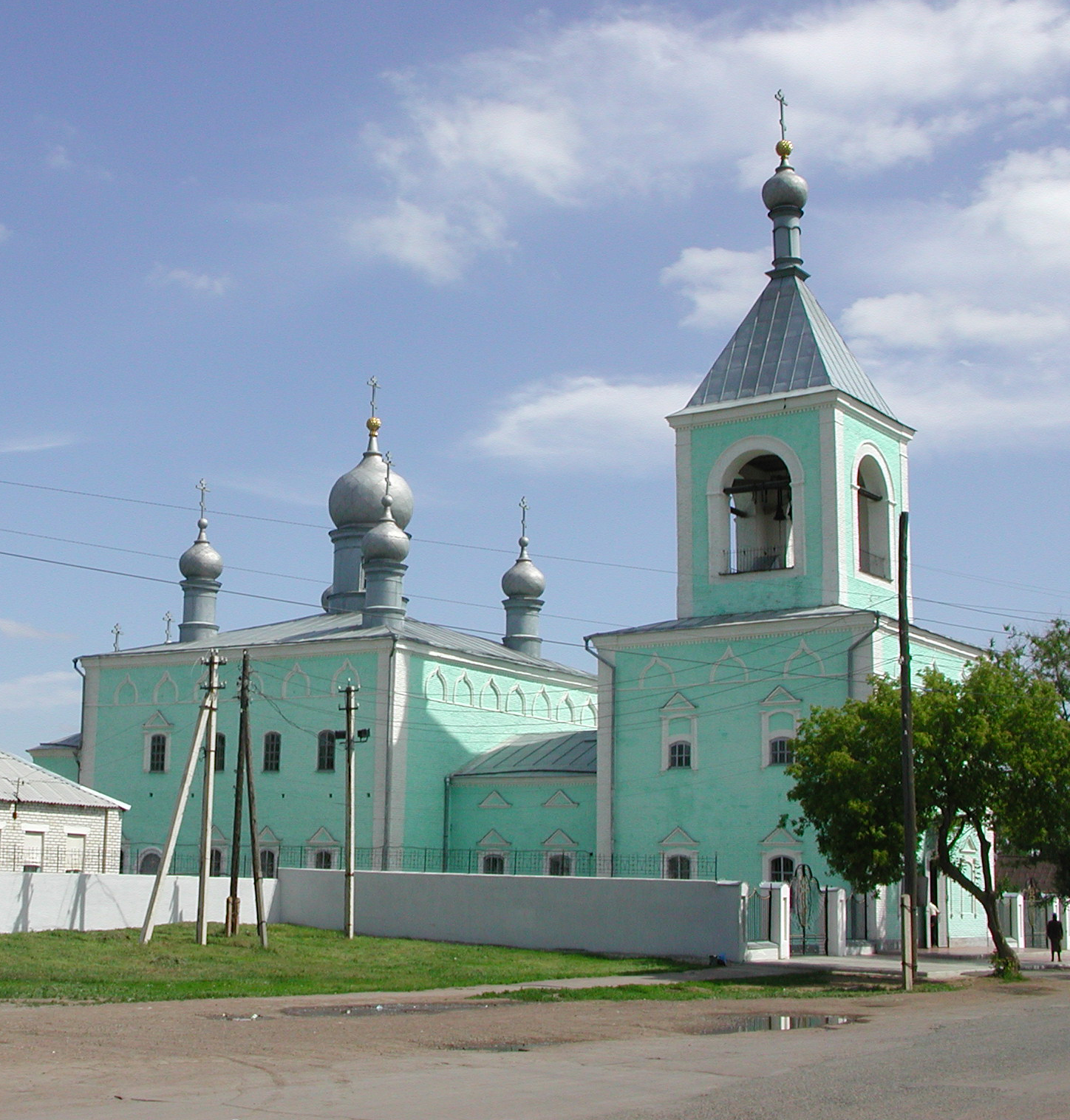
Михайло-Архангельский собор в Уральске

После ухода восставших к Оренбургу, понимая, что в случае возвращения отряда Пугачёва он сможет рассчитывать лишь на солдат регулярных команд и небольшое количество казаков старшинской стороны, Симонов немедленно предпринял меры к возможной обороне. Вокруг войсковой канцелярии и каменного собора Михаила Архангела была возведена укреплённая линия с валом и рвом, упиравшаяся с двух сторон в крутые берега старицы — старого русла Яика. На колокольню собора были подняты две пушки, там же оборудовали позиции для отобранных метких стрелков. Внутрь этого укрепления — «ретраншмента» — были перенесены все имевшиеся в городе запасы пороха, свинца, а также провианта и дров. Солдаты были также переведены на постоянное размещение внутри этой городовой крепости, для чего были выкопаны для них землянки. Правительственный гарнизон был значительно ослаблен после того, как по приказу губернатора Рейнсдорпа Симонов был вынужден отправить к Оренбургу сводный отряд под командой Наумова из двух рот 6-й команды и полуроты 7-й команды при 4 орудиях и верных казаков под командой Мартемьяна Бородина — всего 626 человек.
Таким образом, оставшийся гарнизон ретраншмента состоял из 738 солдат и офицеров 6-й и 7-й легких полевых команд и 94 оренбургских и 72 исетских казаков. Артиллерия крепости составляла 18 пушек.
В течение осени яицкие казаки продолжали тайком покидать город, присоединяясь к Пугачёву под Оренбургом. В городе в открытую говорили об ожидании скорого прихода пугачёвцев: «Наши находятся у царя в большой милости и носют одежду такую, как здешние старшины… А когда сюда придут, то де и до здешних послушных и старшин доберутся и их побьют… А Крылову уже неотменно быть убитым потому, что де он на работе наших казаков изнуряет…» В донесении Сенату Симонов докладывал, что казаки убегают даже с караулов, «сколько за ними не наблюдается», а охранять пограничную Нижне-Яицкую дистанцию он совершенно не в состоянии.

## Осада

### Начало осады
В то время, как главная армия Пугачёва вела осаду Оренбурга, яицким казачьим атаманам не давал покоя факт, что в их родном Яицком городке по-прежнему вся власть была в руках коменданта правительственного гарнизона. В середине декабря 1773 года, как показывал позднее на допросах Пугачёв, к нему пришли Овчинников, Лысов, Шигаев, Витошнов и другие яицкие полковники. Они предложили отправить атамана Михайлу Толкачёва с отрядом к султану казахов Дусали и на казачьи форпосты в нижнем течении Яика, «чтобы он до самого (Яицкого) городка брал везде всех казаков». Визит к Дусали не достиг желаемых целей, султан занял выжидательную позицию и дипломатично отказал в немедленной отправке казахских отрядов под Оренбург.
30 декабря 1773 (10 января 1774) года отряд атамана Толкачёва, предварительно собравший на форпостах и в крепостях Нижне-Яицкой пограничной линии «в великом числе» казаков, подошёл к Яицкому городку. Высланный комендантом Симоновым ему навстречу из города отряд старшины Мостовщикова почти в полном составе перешёл на сторону пугачёвцев, сам Мостовщиков был утоплен. Отряд Толкачёва беспрепятственно вошёл в Яицкий городок. На собранном Толкачёвым казачьем кругу был зачитан указ «императора Петра Фёдоровича», после чего все казаки присягнули самозванцу, «обещаясь служить ему верно». Оставшиеся верными правительству казаки «старшинской стороны» присоединились к запершемуся в «ретраншменте» правительственному гарнизону. С учётом их числа гарнизон «ретраншмента» составил 927 человек; кроме того, население крепости составляли женщины и дети общим числом 165 человек, за вал успели отвести 424 лошади.
Первый штурм крепости восставшими не привёл к желаемому для них результату; при приступе войска Толкачёва активно пользовались находящимися вокруг укреплений казацкими домами в качестве укрытия, скрываясь в них и нанося стрельбой большой урон осаждённым. В течение нескольких последующих дней артиллерия крепости калёными ядрами пыталась уничтожить все ближайшие постройки, создавая вокруг укреплений простреливаемую зону. Убедившись в малой эффективности стрельбы, осаждённые сделали вылазку и подожгли разбитые избы. В результате пожара выгорели все дома вокруг крепости на 25—100 саженей. В ответ казаки «обгорелую площадь, а особливо улицы, для воспрепятствования делать вылазки, обгородили завалами, толщиной брёвен в восемь, а высотою в человека полтора, поделали бойницы, усилили караулы на пикетах». Создав укреплённую линию вокруг «ретраншмента», повстанцы начали непрерывный ежедневный обстрел крепости, продолжавшийся в ходе всей её осады.

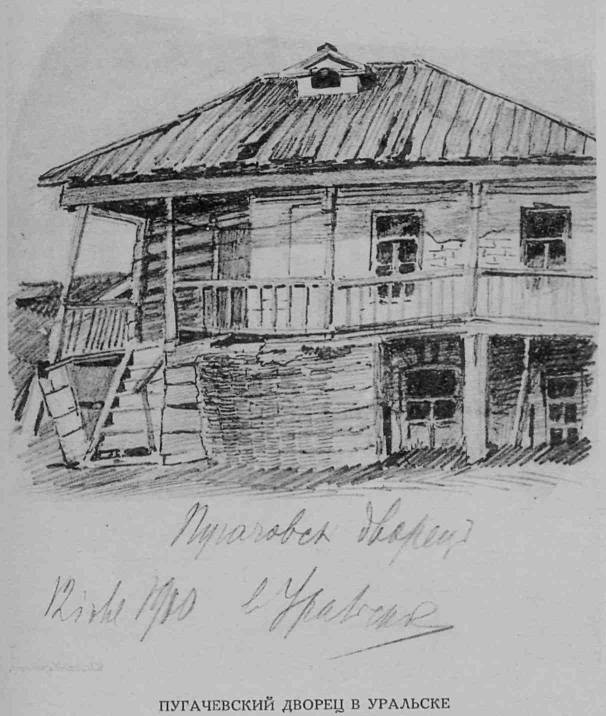
«Дворец Пугачёва» в Яицком городке. Рисунок В. Г. Короленко, начало XX века

Получив известия о занятии Толкачёвым города, в начале января в Яицкий городок из-под Оренбурга прибыл походный атаман Андрей Овчинников с небольшим подкреплением, а 7 (18) января 1774 года к крепости прибыл сам Пугачёв. Осмотрев на следующий день осаждённую крепость, Пугачёв согласился с яицкими атаманами, что имевшихся сил и артиллерии недостаточно для штурма, и предложил произвести минный подкоп под вал и одну из батарей крепости. Для устройства такого подкопа была набрана команда из 150 рабочих и 11 плотников под руководством новокрещена мордвина Якова Кубаря. Пугачёв лично следил за работами, по нескольку раз на день спускаясь с рабочими в сооружаемую подземную галерею, и лично указал место для установки мины. Утром 20 января мина, начинённая 10 пудами пороха, была подорвана, но взрыв не произвёл ожидаемых разрушений. Часть вала обвалилась и осела в ров, но артиллерийская батарея осталась невредима. Тем не менее, казаки двинулись на приступ, 200 человек успели спуститься в ров и сразу оказались отрезаны, так как осаждённые открыли огонь картечью из пушек и заставили остальных отступить за завалы из брёвен. Казаки во рву пытались подрубить опорные столбы вала, чтобы увеличить его обрушение, им сверху на головы лили кипяток и сыпали горячую золу. Штурм продолжался более 9 часов. После того, как в ров из крепости спустились гренадеры-добровольцы и бросились в штыковую атаку, казаки были вынуждены отступить из рва, немедленно попав под обстрел из ружей и пушек. Потери нападавших были значительны — до 400 убитых, осаждённые потеряли 15 человек убитыми и 22 были ранены.
21 января в городке был созван войсковой круг. Был выбран войсковой атаман — Никита Каргин, старшинами были выбраны Афанасий Перфильев и Иван Фофанов. После совещания о дальнейших действиях было решено подготовить новый минный подкоп, на этот раз под колокольню Михайло-Архангельского собора, в подвале которой, по сведениям казаков, хранилась «пороховая казна» крепости. Андрей Овчинников получил приказ Пугачёва отправиться в Гурьев городок, чтобы окончательно привести к присяге казаков на нижнем Яике и привезти оттуда в Яицкий городок артиллерию и порох. Оставшиеся казаки должны были держать под обстрелом гарнизон крепости, сам Пугачёв поторопился вернуться к Оренбургу, так как получил известия о произведённой 13 января вылазке оренбургского гарнизона.
В конце января Пугачёв на несколько дней вернулся в Яицкий городок, вновь лично проинспектировав производство минного подкопа. Подземная галерея была в рост человека, для вентиляции «вертели вверху часто отдушины». Опасаясь контр-подкопа, ход рыли зигзагами «то в ту, то в другую сторону». К середине февраля рабочие достигли каменной кладки фундамента колокольни собора. В это же время в Яицкий городок вернулся атаман Овчинников с 60 пудами пороха и пушками из нижне-яицких крепостей. 17 февраля вернувшийся из-под Оренбурга Пугачёв провёл военный совет, назначив подрыв мины на следующее утро. Но о планах казаков стало известно в крепости, малолетний казак Неулыбин (неизвестно — по своему почину или чьему-то наущению) сообщил Симонову, не сразу ему поверившему, о планах Пугачёва. И хотя взрыв мины перенесли на полночь, осаждённые успели перенести запас пороха из подвала колокольни. Произведённый подрыв обвалил колокольню, убив около 40 человек, сам Симонов был контужен, но артиллерийские батареи не пострадали. Началась ожесточённая взаимная перестрелка, нападавшие в этих условиях не решились идти на приступ. К утру перестрелка стихла, в лагере восставших началась суета — Пугачёв с отрядом в 500 казаков покидал Яицкий городок, получив известия о подходе корпусов Голицына и Мансурова.
Тем временем положение осаждённых становилось критическим — в крепости заканчивались запасы продовольствия, а также дров, что в зимних условиях было критичным: «…лесу совсем почти не было, так что солдатам и каши сварить часто случалось нечем». Рацион солдат составлял по полфунта овса и по 2 фунта конины, но нужно было искать способ их приготовить. Казаки под командованием атамана Каргина продолжали ежедневные обстрелы и даже начали три новых подкопа под батареи и под офицерские казармы. 9 марта Симонов решился произвести вылазку, для чего было отобрано 250 добровольцев из числа гренадёр регулярных отрядов. Атака оказалась неудачной, солдаты не смогли преодолеть завалов из брёвен и под непрерывным огнём казаков были вынуждены бежать в крепость. Один из офицеров гарнизона писал позднее: «Жалостливейшее позорище, каждый бежал сколько мог, и офицеры не могли привести их в порядок… Никогда с таким уроном наши люди не возвращались из вылазки». Потери гарнизона составили 32 человека убитыми и 72 человека ранеными, из которых 20 вскоре умерли. Зная о тяжёлом положении осаждённых, казаки путём воздушного змея отправили Симонову предложение о сдаче, кроме этого, Афанасий Перфильев несколько раз отправлялся на переговоры с капитаном Крыловым. Осаждавшие надеялись, что голод заставит вскоре Симонова принять условия сдачи. Симонов, получивший сведения о подходе правительственных войск, в свою очередь, надеялся, что помощь близка. 13 марта солдаты получили оставшиеся припасы с требованием растянуть их как можно дольше. В один из дней конца марта или начала апреля, когда голод стал совершенно невыносим, женщины и дети, а также часть раненых, решились выйти за вал «ретраншмента» и сдаться на милость осаждавших казаков, но те не пропустили их за свои защитные ограждения, заставив вернуться в крепость.

### Бой у реки Быковки. Снятие осады
22 марта (2 апреля) 1774 года главная армия Пугачёва потерпела жестокое поражение в сражении у Татищевой крепости с корпусами генералов Голицына и Мансурова. Пугачёв лишь с пятью спутниками бежал в главный лагерь в Берды, а остававшийся прикрывать его отход атаман Овчинников продолжал сражаться до тех пор, пока не кончились пушечные заряды, после чего отошёл с казаками к Нижнеозёрной крепости, затем к Илецкому городку. Корпус генерала Голицына отправился вверх по Яику к Оренбургу, а корпус Мансурова вниз — к Яицкому городку, к 7 апреля почти без боя отбив у Овчинникова крепости Верхне-Яицкой дистанции и Илецкий городок.
О наступлении корпуса Мансурова стало известно в Яицком городке, и из города к Овчинникову вышел отряд в 500 казаков и 100 калмыков во главе с Перфильевым. Известие об уходе из города большинства казаков приободрило гарнизон осаждённого «ретраншмента»: «Как будто мы съели по куску хлеба», — вспоминали позднее офицеры. Овчинников и Перфильев выбрали основную позицию между Генварцевым и Рубeжным форпостами в узком проходе у реки Быковки, у Иртецкого форпоста расположили передовой отряд в 200 казаков. Утром 15 (26) апреля регулярные войска Мансурова сломили сопротивление передового поста и, выставив батарею, под прикрытием её огня приступили к переправе через Быковку. Восставшие испытывали недостаток пушечных зарядов и не сумели помешать организованной переправе. Переправившиеся первыми три эскадрона изюмских гусар атаковали повстанцев и после короткого боя опрокинули их, вынудив отступить, а затем панически бежать. Гусары преследовали отступавших на протяжении 12 вёрст. Сумев собрать часть людей — около 240 казаков, Овчинников и Перфильев оторвались от преследования и ушли в степь, чтобы позднее соединиться с Пугачёвым на Южном Урале. Остальные казаки группами и поодиночке вернулись в Яицкий городок.
Вернувшиеся казаки собрали круг с остававшимися в городе и решили, что облегчить свою судьбу следует путём выдачи Симонову главных руководителей осады. Круг решил связать Каргина, Толкачёва и ещё семерых человек, часть мятежных казаков при этом покинули город. Защитники крепости, увидев, что к валу движется толпа, открыли по ней огонь, но из толпы послышались крики, что казаки возвращаются к покорности императрице и просят милости. На следующее утро в город вступил корпус Мансурова, и осада крепости была окончательно снята. Екатерина II назначила награду Симонову в 600 душ крестьян, а всему гарнизону крепости — денежную награду в размере годового жалования. Генерал Мансуров сформировал поисковые отряды, которые в мае-июле 1774 года начали поиск и разгром в прияицкой степи, вблизи рек Узеней и Иргиза, повстанческих отрядов Ф. И. Дербетева, С. Л. Речкина, И. А. Фофанова.